# 富瓦的卡特琳
富瓦的卡特琳（法語：Catherine de Foix，約1455年—1493/94年），法國貴族，富瓦伯爵加斯頓四世與納瓦拉女王萊昂諾爾的女兒。

## 家庭
1469年，卡特琳與坎代爾伯爵加斯頓二世結婚，兩人共有2子1女：
1. 加斯頓（法语：Gaston III de Foix-Candale），富瓦-坎代爾伯爵
2. 若望（法语：Jean de Foix (archevêque)），主教
3. 安妮，匈牙利王后，英國維多利亞女王之母是其長女安娜·雅蓋洛與神聖羅馬皇帝斐迪南一世的後代子孫之一。